# 唐海县第十一农场
唐海县第十一农场，是中华人民共和国河北省唐山市曹妃甸区下辖的一个类似乡级单位。

## 行政区划
唐海县第十一农场下辖以下地区：
西北灶村、沽南灶村、李家灶村、三角坨村、三合村、孙家坨村和占子井村。